# Stergios Dīmopoulos
Stergios Dīmopoulos (in greco Στέργιος Δημόπουλος?; Karditsa, 25 maggio 1990) è un calciatore greco, difensore del Sarakinos.

## Carriera
Il 1º luglio 2017 viene acquistato a titolo definitivo dalla squadra greca del Volo.

## Statistiche

### Presenze e reti nei club
Statistiche aggiornate al 9 marzo 2021.
| Stagione        | Squadra         | Campionato      | Campionato | Campionato | Coppe nazionali | Coppe nazionali | Coppe nazionali | Coppe continentali | Coppe continentali | Coppe continentali | Altre coppe | Altre coppe | Altre coppe | Totale | Totale |
| Stagione        | Squadra         | Comp            | Pres       | Reti       | Comp            | Pres            | Reti            | Comp               | Pres               | Reti               | Comp        | Pres        | Reti        | Pres   | Reti   |
| --------------- | --------------- | --------------- | ---------- | ---------- | --------------- | --------------- | --------------- | ------------------ | ------------------ | ------------------ | ----------- | ----------- | ----------- | ------ | ------ |
| 2017-2018       | Volo            | GE              | ?          | ?          |                 | -               | -               |                    | -                  | -                  |             | -           | -           | ?      | ?      |
| 2018-2019       | Volo            | FL              | 17         | 2          | CG              | 2               | 0               |                    | -                  | -                  |             | -           | -           | 19     | 2      |
| 2019-2020       | Volo            | SL              | 28         | 2          | CG              | 1               | 0               |                    | -                  | -                  |             | -           | -           | 29     | 2      |
| 2020-feb. 2021  | Volo            | SL              | 4          | 1          | CG              | 0               | 0               |                    | -                  | -                  |             | -           | -           | 4      | 1      |
| Totale carriera | Totale carriera | Totale carriera | 49+        | 5+         |                 | 3               | 0               |                    | -                  | -                  |             | -           | -           | 52+    | 5+     |

## Palmarès

### Club

#### Competizioni nazionali
- Delta Ethniki: 1

Anagennīsī Karditsa: 2011-2012 (gruppo 4)
- Gamma Ethniki: 1

Volo: 2017-2018 (gruppo 4)
- Football League: 1

Volo: 2018-2019